# DDR-Mannschaftsmeisterschaft im Schach 1964
Bei der DDR-Mannschaftsmeisterschaft im Schach 1964 gewann Chemie Halle die DDR-Mannschaftsmeisterschaft und holte nach 1955 und 1956 zum dritten Mal den Titel.
Gespielt wurde ein Rundenturnier, wobei jede Mannschaft gegen jede andere jeweils vier Mannschaftskämpfe an acht Brettern austrug, dem sogenannten Halb-Scheveninger System. Insgesamt waren es 60 Mannschaftskämpfe, also 480 Partien. Bei dem verkürzten Scheveninger System bilden die ersten vier Spieler jeder Mannschaft das Oberhaus und die zweiten vier das Unterhaus. Auf diese Weise besteht jedes Team praktisch aus zwei Mannschaften, deren Ergebnisse allerdings als Ganzes gewertet werden. Während die erste Halbzeit an Wochenenden ausgetragen wurde, fand die zweite Halbzeit (zehn Runden) zentral in Dresden statt.
Vom 3. bis 10. Mai 1964 wurden zentral die letzten 10 Runden im Klubhaus des VEB Sachsenwerk Niedersedlitz in Dresden ausgetragen. Nach einem kräftigen Endspurt wurden die Hallenser nach acht Jahren wieder Mannschaftsmeister der DDR. Nach der ersten Halbzeit führte noch TSC Berlin I mit 51 Punkten vor SC Chemie Halle mit 50,5 Punkten.

## DDR-Mannschaftsmeisterschaft 1964

### Kreuztabelle der Oberliga (Rangliste)
|   | Verein             | 1    | 2    | 3    | 4    | 5    | 6    | Punkte |
| - | ------------------ | ---- | ---- | ---- | ---- | ---- | ---- | ------ |
| 1 | SC Chemie Halle    |      | 15,5 | 17,5 | 23,0 | 20,5 | 23,5 | 100,0  |
| 2 | TSC Berlin I       | 16,5 |      | 17,0 | 20,5 | 20,0 | 24,0 | 98,0   |
| 3 | SC Einheit Dresden | 14,5 | 15,0 |      | 15,5 | 18,5 | 20,5 | 84,0   |
| 4 | SC Leipzig         | 9,0  | 11,5 | 16,5 |      | 16,5 | 19,0 | 72,5   |
| 5 | TSC Berlin II      | 11,5 | 12,0 | 13,5 | 15,5 |      | 17,5 | 70,0   |
| 6 | BSG Motor Gotha    | 8,5  | 8,0  | 11,5 | 13,0 | 14,5 |      | 55,5   |

### Die Meistermannschaft
| 1.            | SC Chemie Halle |
| Schachfiguren | Burkhard Malich, Heinz Liebert, Günther Möhring, Jürgen Mädler, Siegfried Mühlberg, Anton Csulits, Hans-Joachim Birkholz, R. Patzak, Reinhard Postler und Olaf Sonntag |

### DDR-Liga
| Platz | Verein                  | Punkte |
| ----- | ----------------------- | ------ |
| 1     | Lok Mitte Leipzig       | 66,5   |
| 2     | Wissenschaft Potsdam    | 66,0   |
| 3     | Wissenschaft Greifswald | 58,5   |
| 4     | Einheit Rostock         | 57,0   |
| 5     | Lok Berlin-Pankow       | 56,5   |
| 6     | SC Chemie Halle II      | 56,0   |
| 7     | Aufbau Börde Magdeburg  | 47,5   |
| 8     | Veritas Wittenberge     | 40,0   |

| Platz | Verein                    | Punkte |
| ----- | ------------------------- | ------ |
| 1     | SC Leipzig II             | 70,5   |
| 2     | SC Einheit Dresden II     | 65,0   |
| 3     | Aufbau Dresden Mitte      | 62,0   |
| 4     | Chemie Piesteritz         | 59,5   |
| 5     | Lok Greiz                 | 55,0   |
| 6     | Motor Gohlis Nord Leipzig | 49,0   |
| 7     | Aktivist Gölzau           | 48,0   |
| 8     | Lok Meißen                | 39,0   |

Den Stichkampf der beiden Leipziger Mannschaften um den Aufstieg in die Oberliga gewann SC Leipzig II gegen Lok Mitte Leipzig mit 4½:3½ und 6½:1,5½.

## DDR-Meisterschaft der Frauen 1964
| Platz | Verein               | Punkte |
| ----- | -------------------- | ------ |
| 1     | SC Chemie Halle      | 21,0   |
| 2     | Lok Erfurt           | 19,0   |
| 3     | Wissenschaft Leipzig | 16,0   |
| 4     | Lok Dresden          | 12,5   |
| 5     | Rotation Berlin      | 11,0   |
| 6     | Einheit Freiberg     | 10,5   |

## Jugendmeisterschaften
| männlich   | weiblich      |
| ---------- | ------------- |
| SC Leipzig | Aufbau Pratau |